# سیلزی

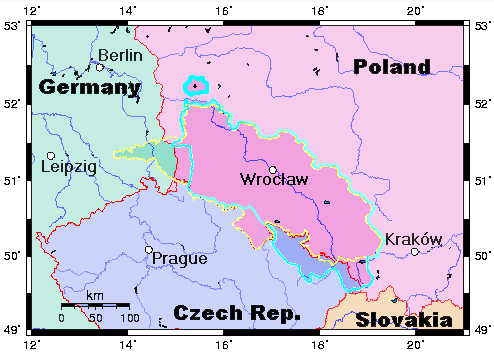
محدوده سیلیزیا در حال حاضر

سیلیزی (به لهستانی: Śląsk) (به آلمانی: Schlesien) منطقه‌ای تاریخی در اروپای مرکزی است که بیشترین قسمت آن در لهستان واقع است و بخش کوچکی از آن نیز در جمهوری چک و آلمان می‌باشد.
سیلیزیا از لحاظ مواد معدنی و منابع طبیعی بسیار غنی است و مناطق صنعتی مهمی در آن وجود دارد. پایتخت و باستانی‌ترین شهر سیلیزیا شهر وروتسلاو (برسلاو) است. شهرهای مهم دیگر آن عبارتند از: اوپوله و کاتوویتس در لهستان، اوستراوا و اوپاوا در جمهوری چک و گرلیتز در آلمان. رودخانهٔ اصلی این منطقه رود اودر است.
مرز سیلیزی و وابستگی آن در طول تاریخ و در زمان فئودالیسم و پس از آن در زمان ظهور دولت‌های مدرن با تغییرهایی اساسی روبرو بوده‌است. اولین دولت‌هایی که قدرت را در سیلیزی بدست گرفتند موراویای بزرگ در اواخر قرن نهم و بوهمی در قرن دهم بودند.